# Jürgen Bangert
Jürgen Bangert (* 12. Dezember 1973 in Korbach) ist ein deutscher Fernsehmoderator und Redakteur.

## Leben
Im Jahre 2004 war er Absolvent der Köln Comedy Schule. Von 2005 bis 2006 war Bangert als Comedian in der RTL Comedy Nacht zu sehen, 2006 war er auch als Co-Moderator der Sendung Freitag Nacht News tätig.
Seit 2006 ist er Leiter der Unterhaltungsredaktion bei Radio NRW.
Bekannt wurde er im Radio mit Telefonstreichen als Elvis Eifel.

## Auszeichnungen
- 2004: Karnevalspreis „Spitze Feder“
- 2005: Axel-Springer-Preis